# Galium carmineum
Galium carmineum är en måreväxtart som beskrevs av Gustave Beauverd. Galium carmineum ingår i släktet måror, och familjen måreväxter. Inga underarter finns listade i Catalogue of Life.